# Adenocline
Adenocline, maleni biljni rod iz porodice mlječikovki, dio reda malpigijolike. Postoje tri vrste, sve rastu po Africi.
Rod je opisan 1843.

## Vrste
1. Adenocline acuta (Thunb.) Baill.
2. Adenocline pauciflora Turcz.
3. Adenocline violifolia (Kunze) Prain

## Sinonimi
- Diplostylis Sond.